# Villa Española de Shima
Villa Española de Shima (志摩スペイン村 Shima Supein-mura?) es un parque temático inaugurado en 1994 en Japón y dedicado en exclusiva a la historia, cultura y tradiciones españolas. En 2019, el parque tuvo 1,2 millones de visitantes.

## Atracciones y exposiciones

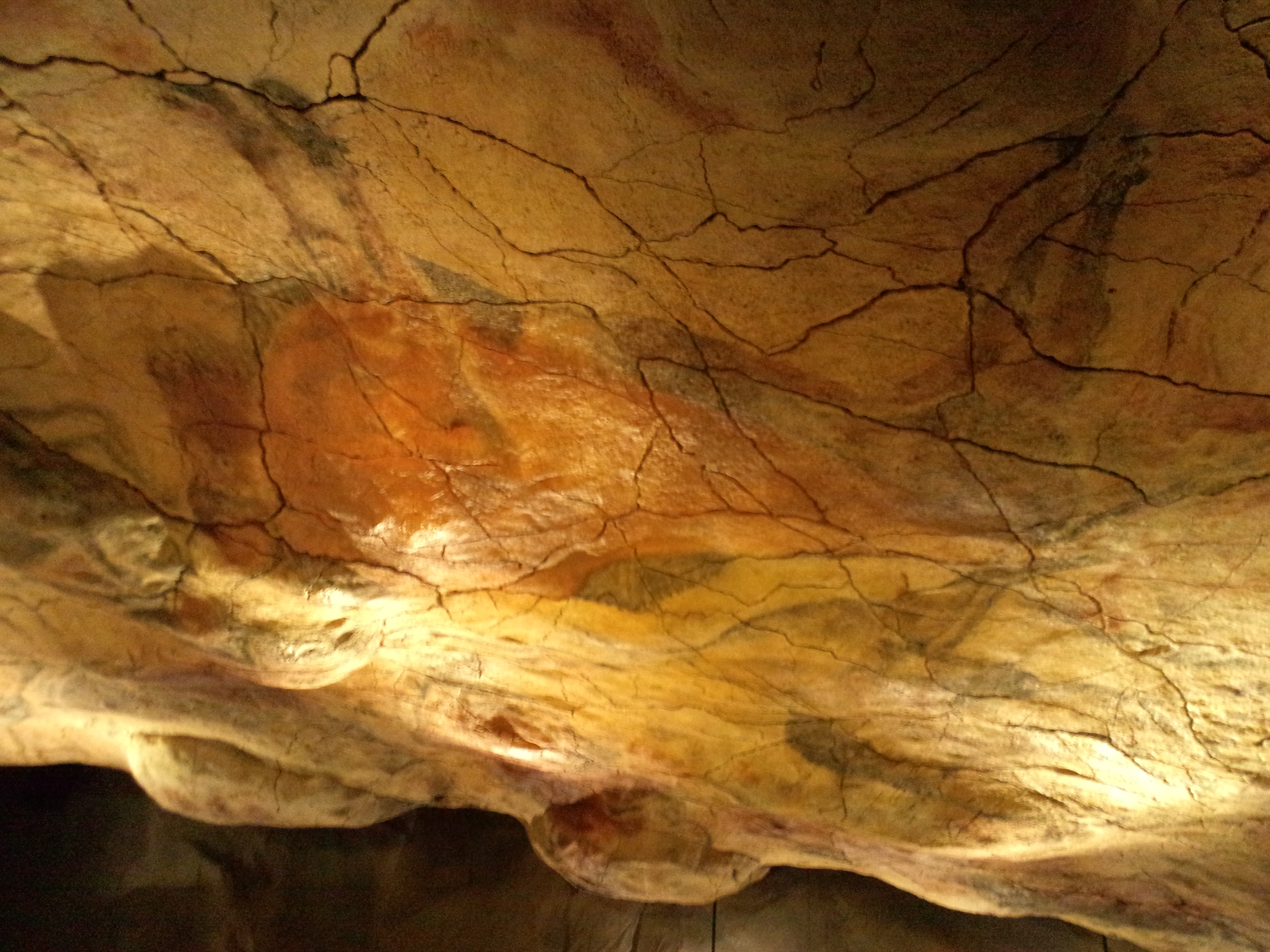
Réplica de la sala de los polícromos de la cueva de Altamira realizada por Múzquiz y Saura para Parque España.

### Museo "Castillo de Xavier"
En el museo "Castillo de Xavier", réplica del castillo de Xavier, se exhiben elementos de la historia de España desde la prehistoria, con una réplica del techo de los polícromos de la cueva de Altamira, hasta la actualidad. También hay una exposición de trajes típicos españoles.

### Montañas rusas
- Gran Montserrat
- Los Pirineos
- Montserrat para los Niños
- Toro de Hierro

### Otras atracciones
- Alicia en el País de las Maravillas
- Aventura Circense Aérea
- Batalla del Alcázar "Adelante"
- Bosque de Cuentos
- Brincos Animales
- Carrusel de Gaudí
- Casa Misteriosa de Choquy
- Castillo de Hielo
- Caza de Tesoros en el Castillo del Dragón
- Crucero Feliz
- Globos Amigos
- La Suite del Cascanueces
- La Tomatina
- Laguna Chap Chap
- Mundo 360 Fantasía de Dulcinea
- Pabellón de las Mascotas
- Salpicaduras Montserrat
- Santa María Oscilante
- Tiro al Edificio en Llamas
- Tren Fiesta
- Viaje Aventurero de Don Quijote
- Viaje de Vino y Cerveza por Europa

## Empleo
El parque organiza audiciones anuales en España, normalmente en Madrid y Barcelona, para contratar bailaores, bailarines, malabaristas y artistas españoles. En 2019 y 2020, los honorarios del contratos variaban entre unos 15.380 y 17.690 euros neto dependiendo del puesto.

## Galería

### Réplicas de lugares en España

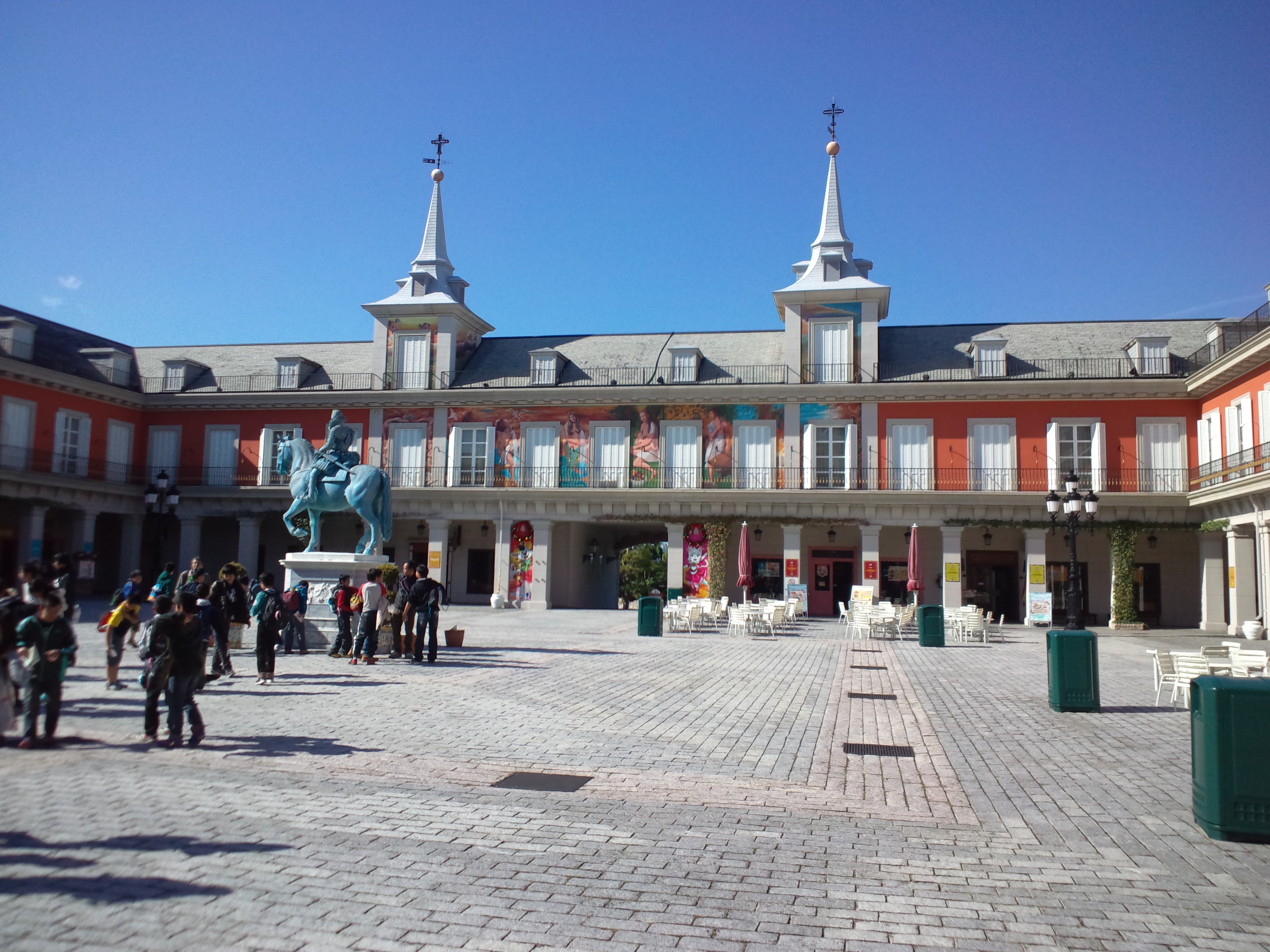
La Plaza Mayor, zona de restaurantes y tiendas del parque, réplica de la Plaza Mayor de Madrid.
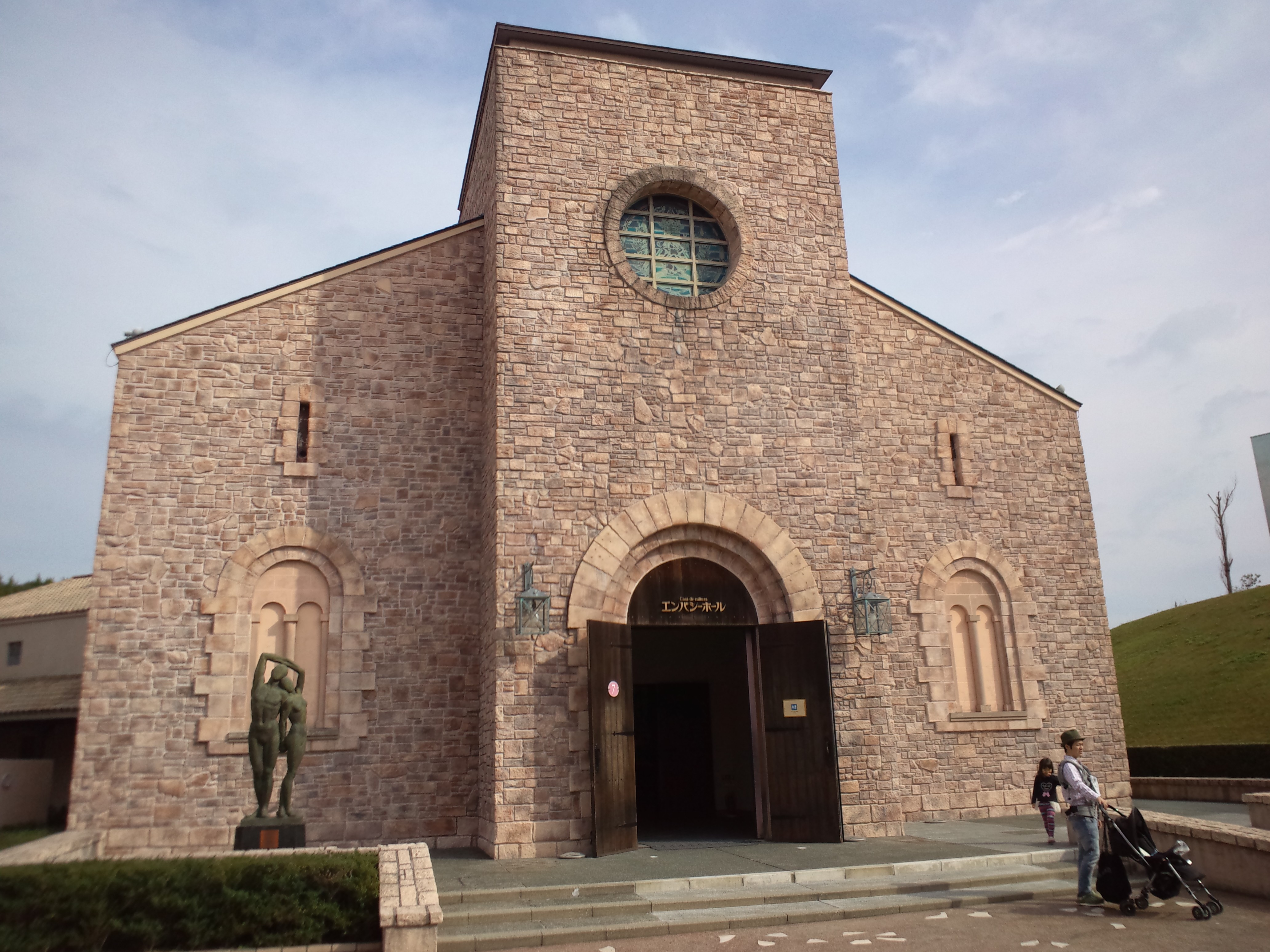
La «Casa de Cultura», réplica de una iglesia española.
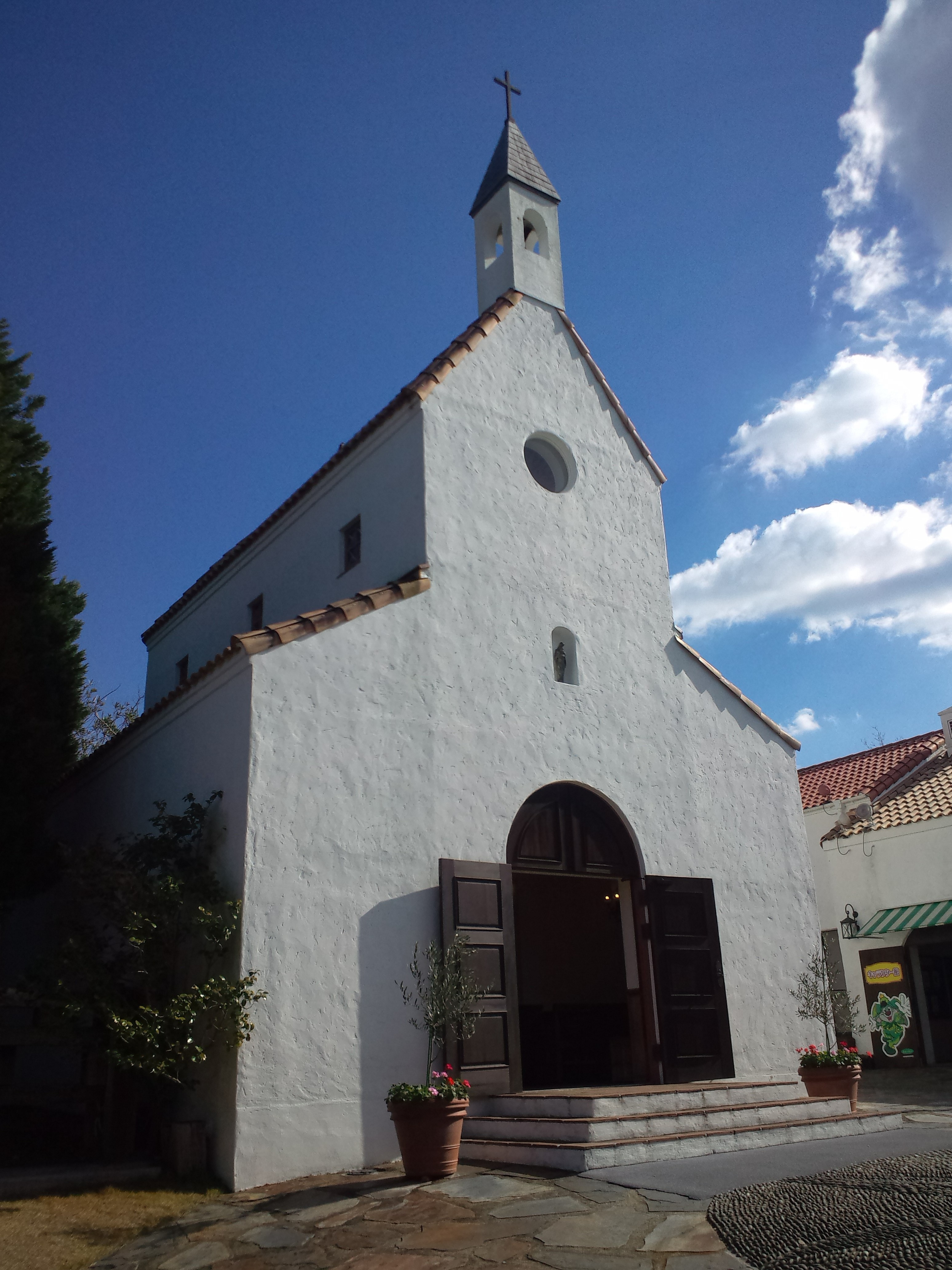
Réplica de una iglesia española.
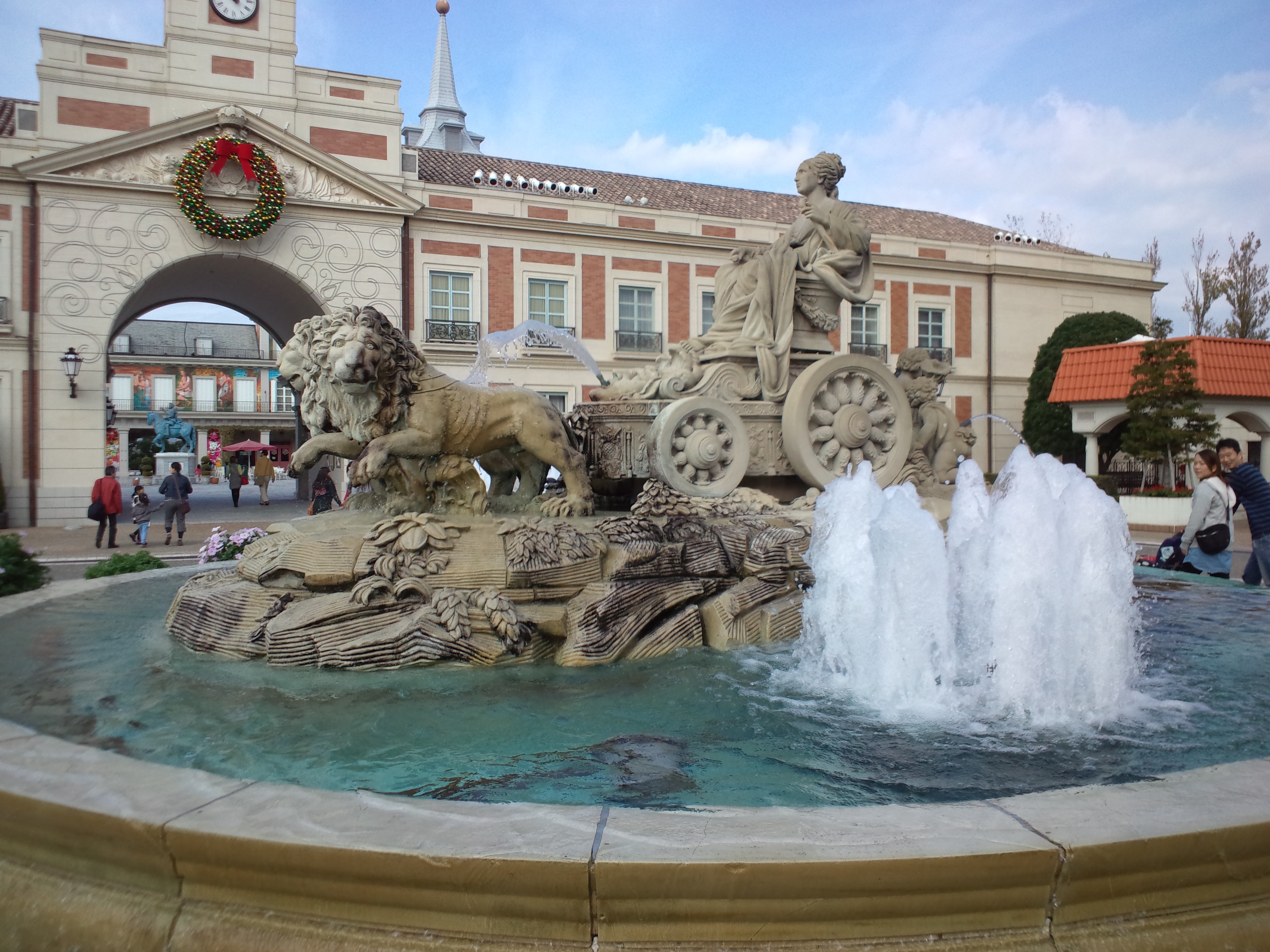
Réplica de la plaza de Cibeles en Madrid.
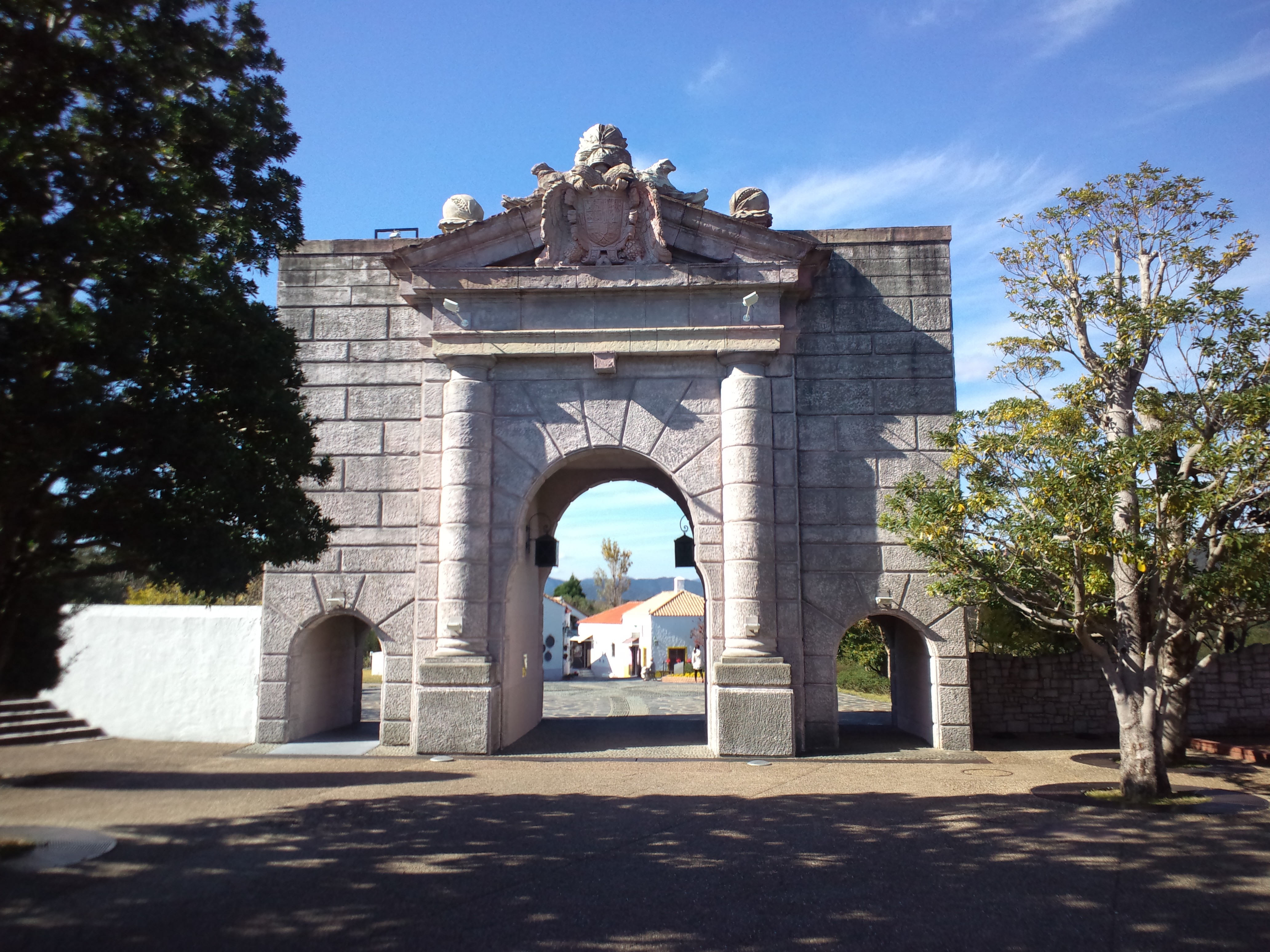
Réplica de la puerta de las Granadas en Granada.
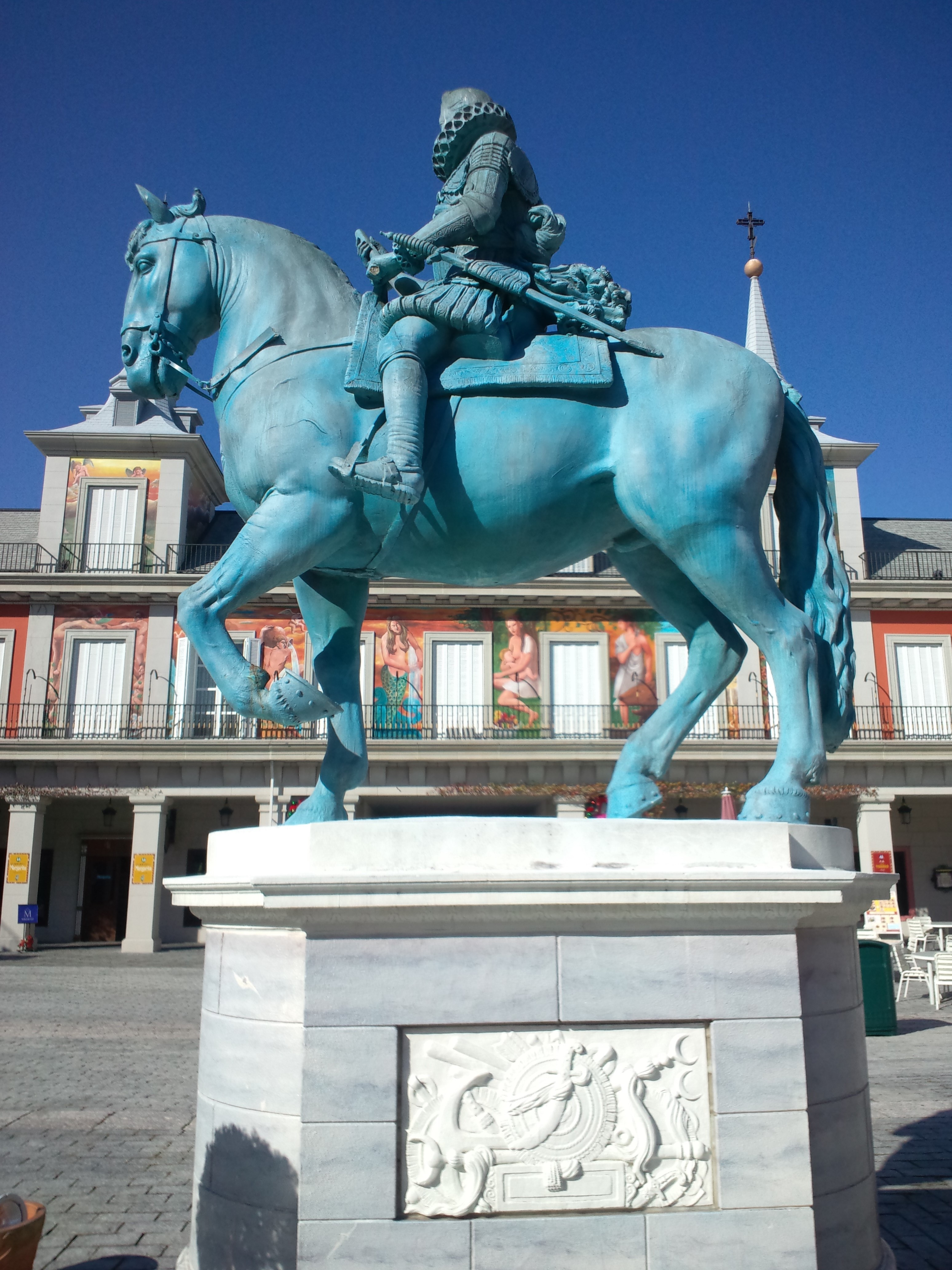
Réplica de la estatua ecuestre de Felipe III en Madrid.

### Atracciones

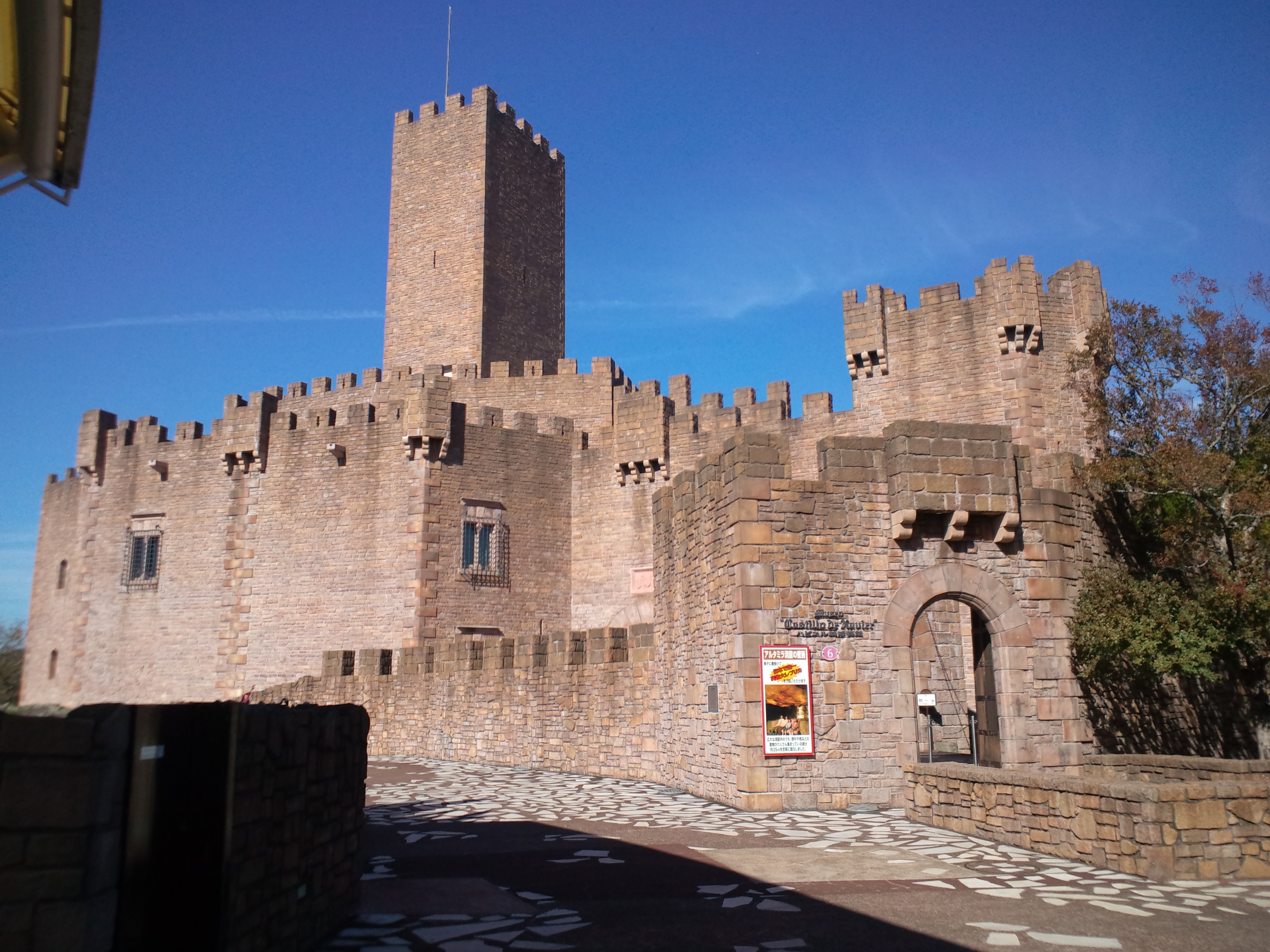
El Museo Castillo de Xavier, museo de historia y arte español, réplica del Castillo de Javier en Navarra.
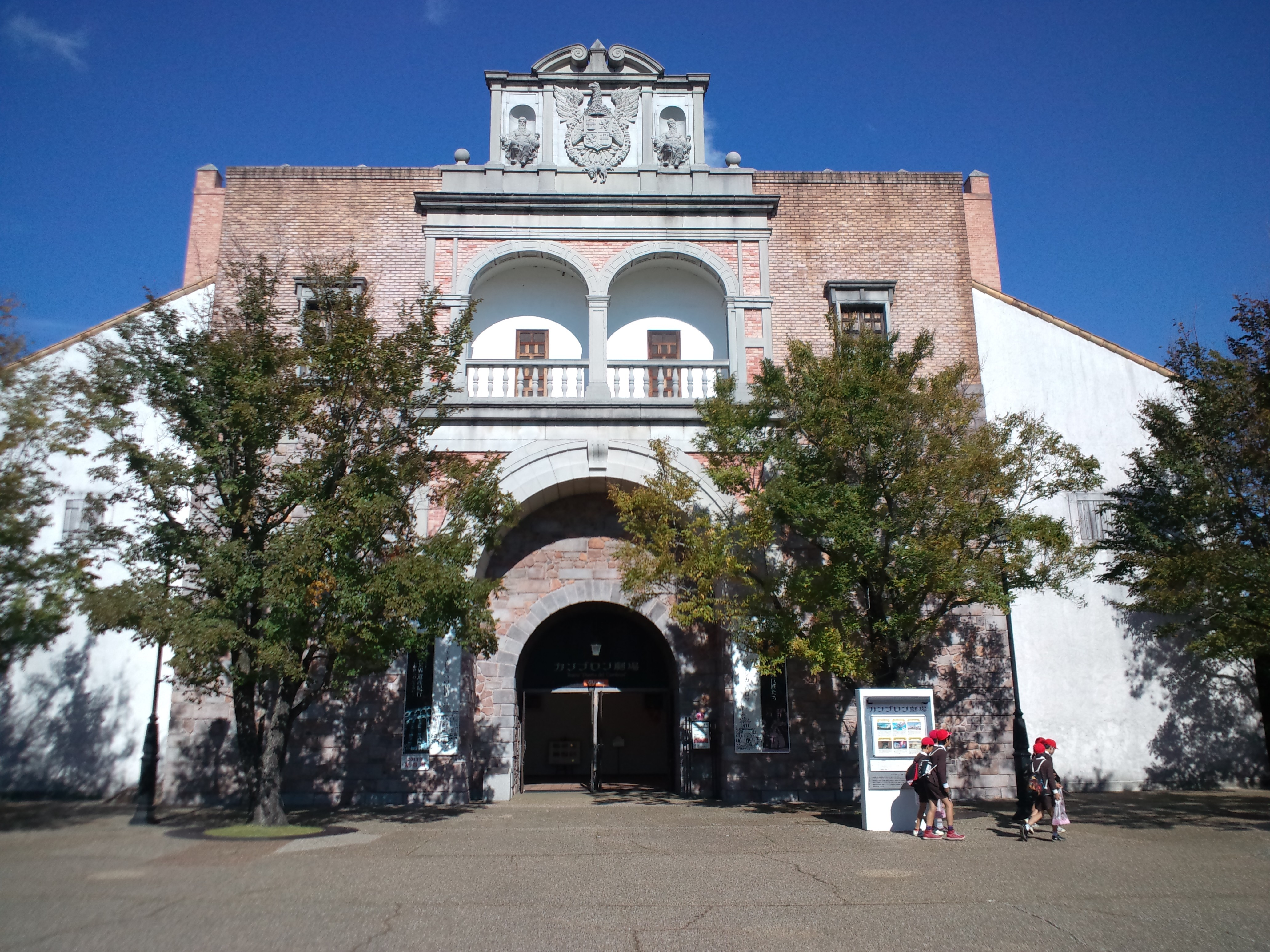
El Teatro Puerta del Cambrón, inspirado en la Puerta del Cambrón en Toledo.
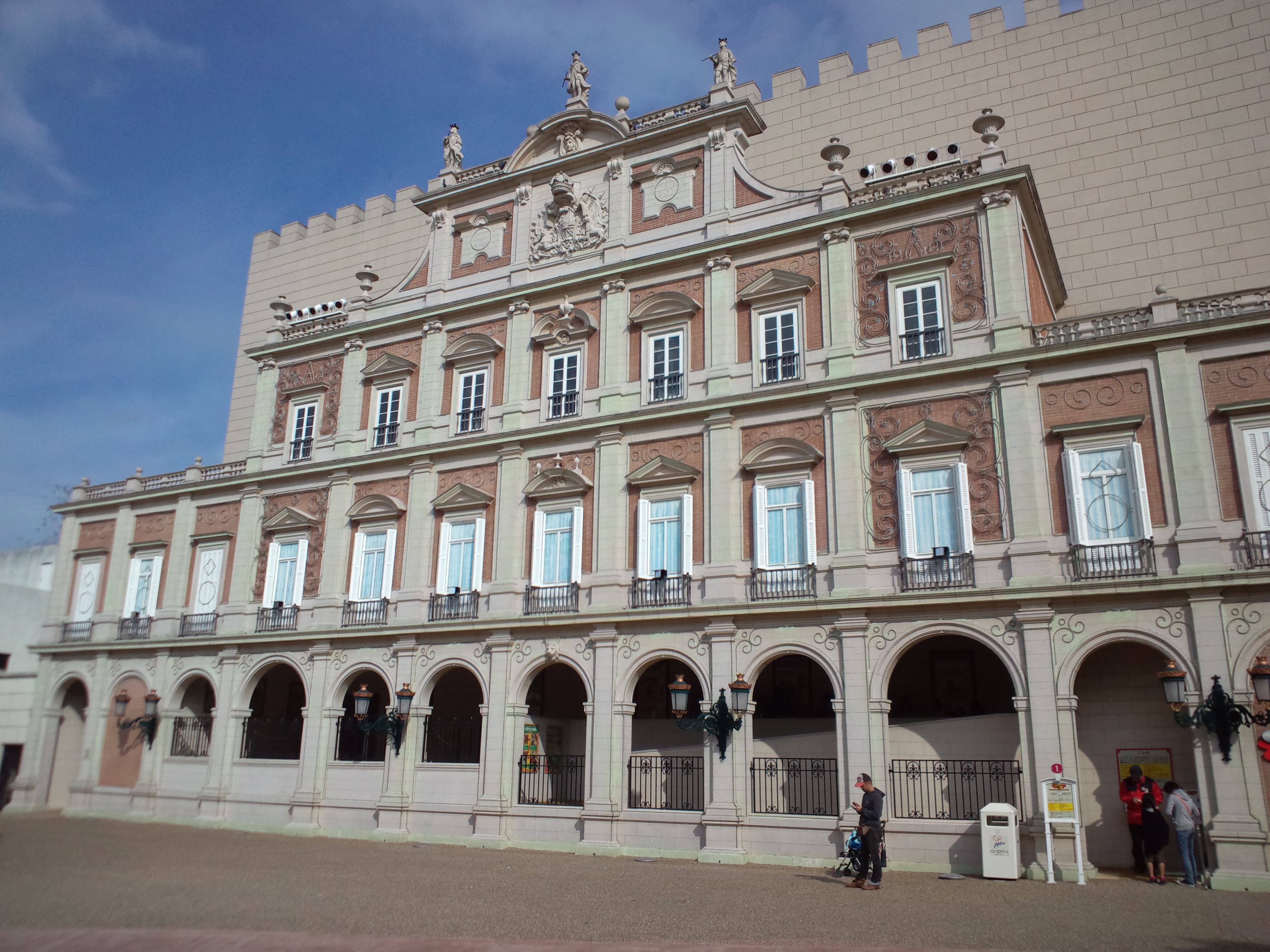
La montaña rusa «Toro de Hierro», inspirada en el Palacio Real de Aranjuez.
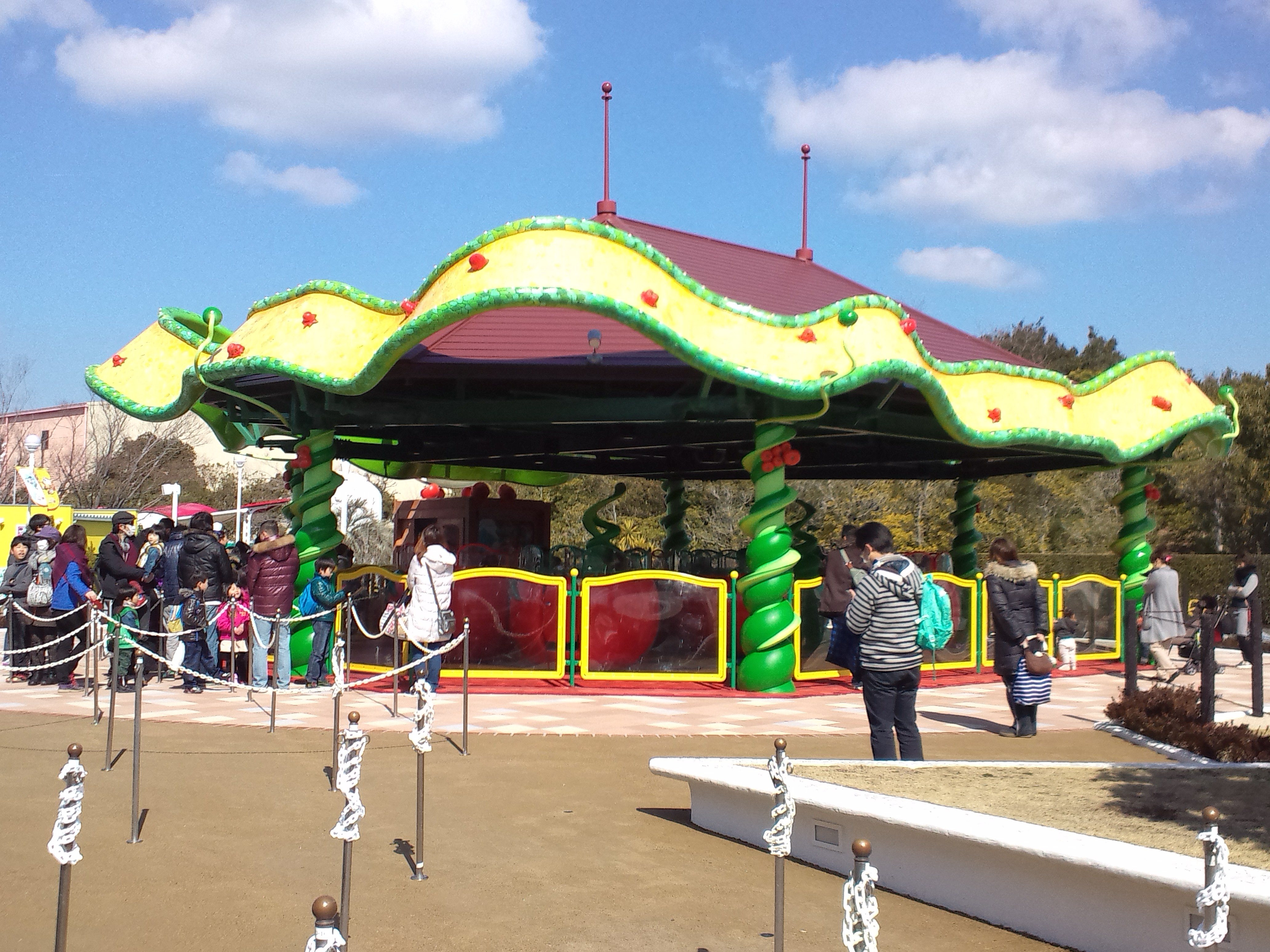
Carrusel «La Tomatina».
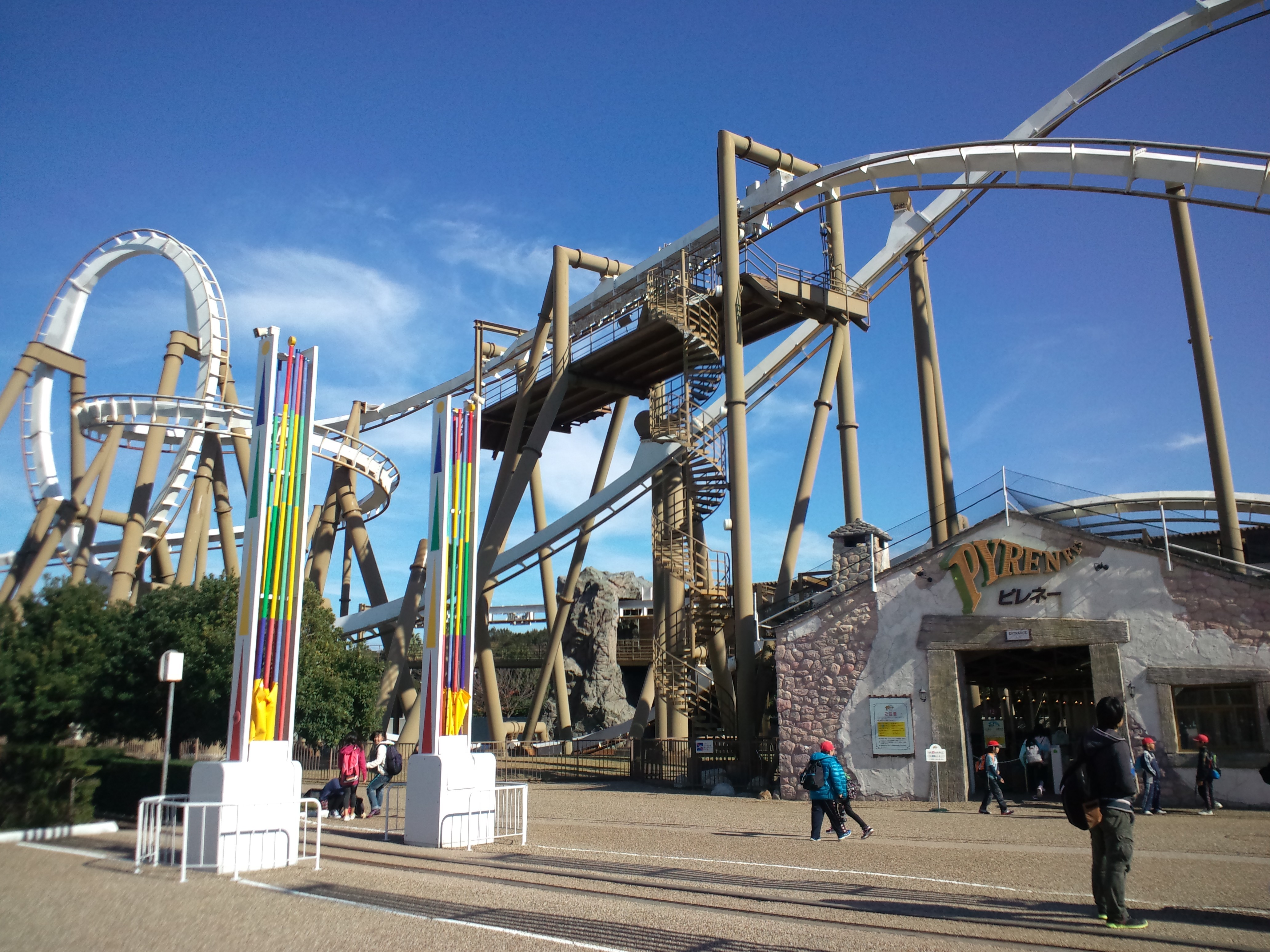
La montaña rusa «Los Pirineos».
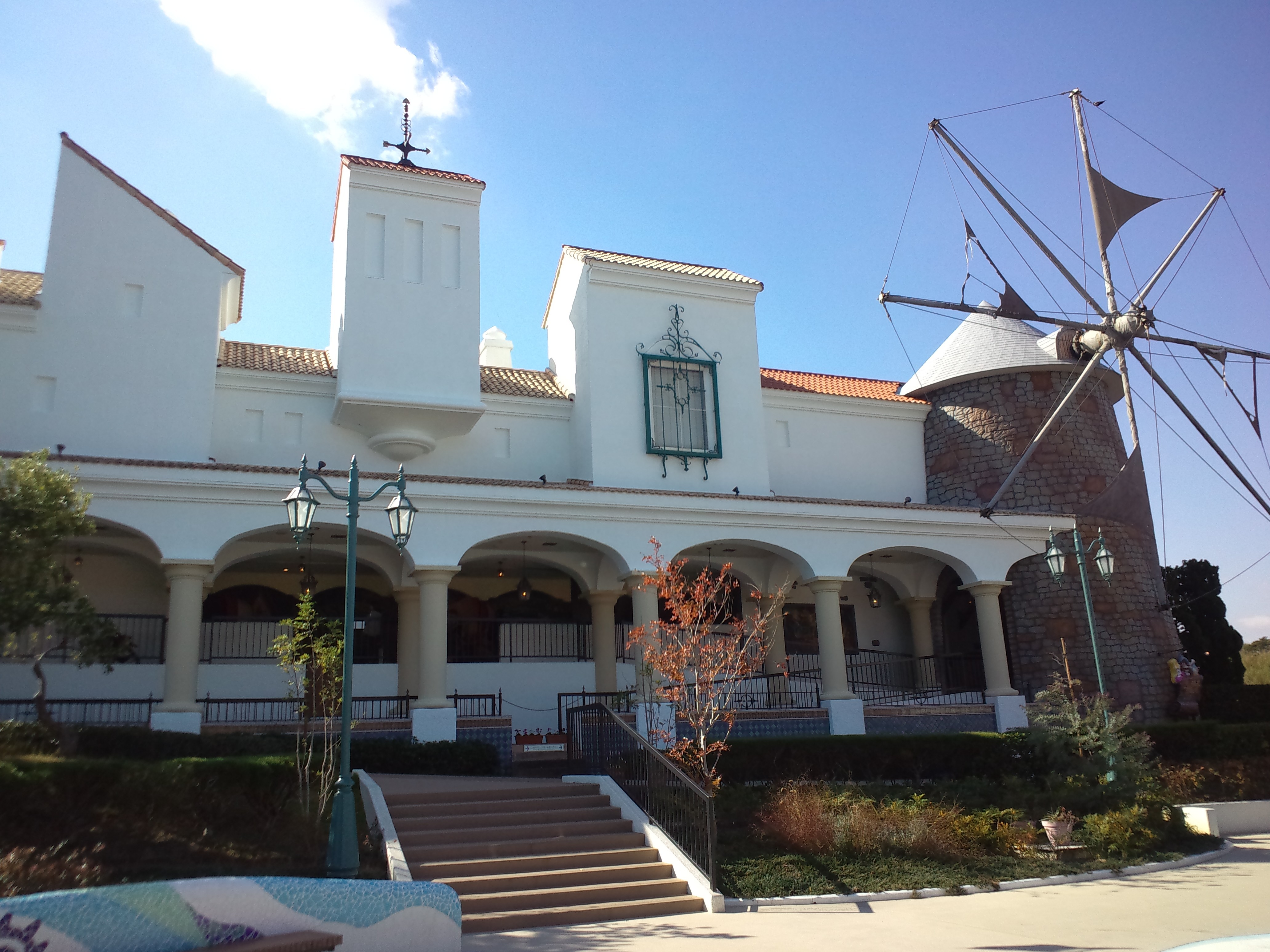
Viaje Aventurero de Don Quijote.
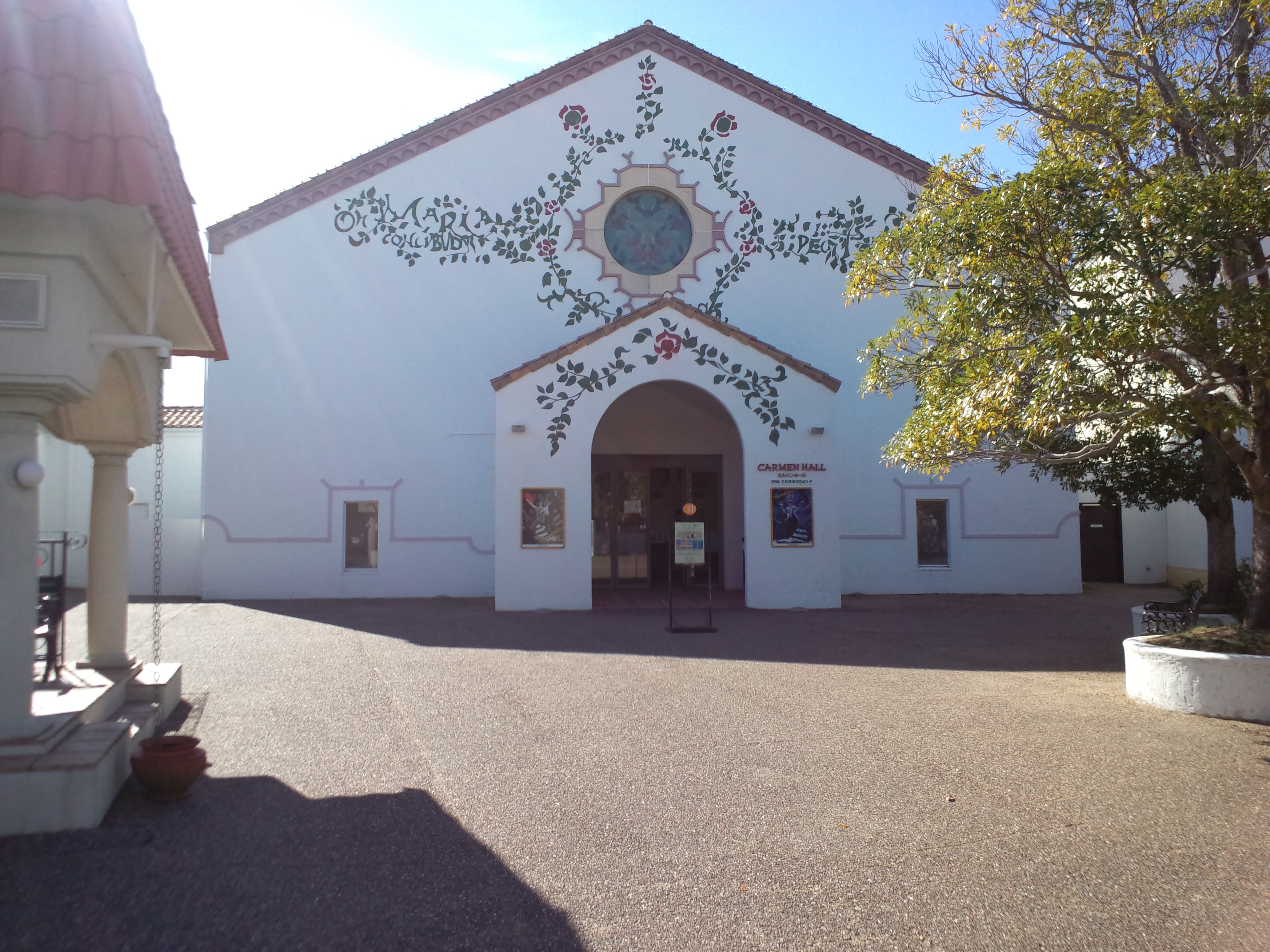
El Salón del Carmen, inspirado en la arquitectura de las masías.
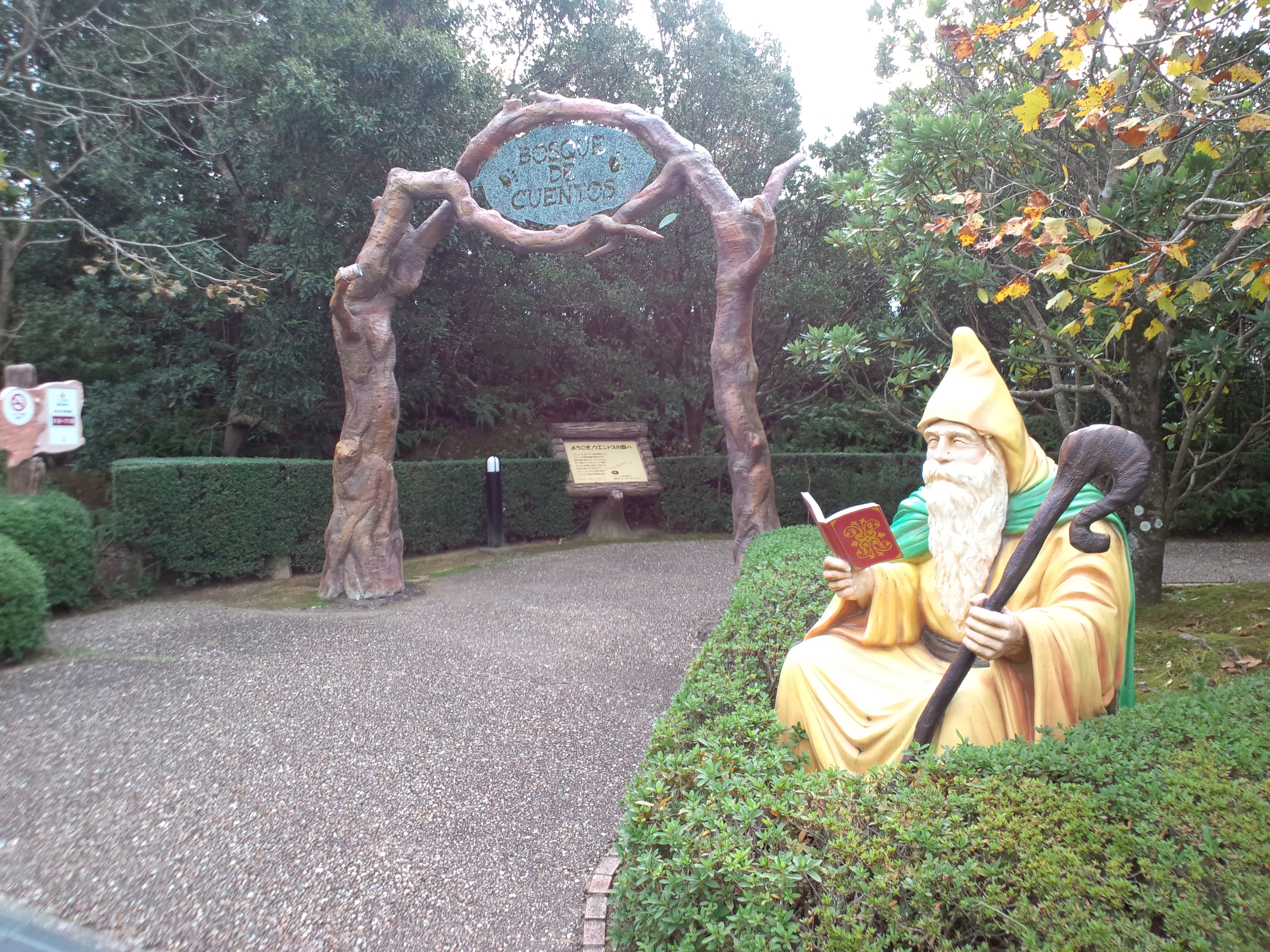
Entrada al «Bosque de Cuentos».

### Cultura, trajes y tradiciones españolas

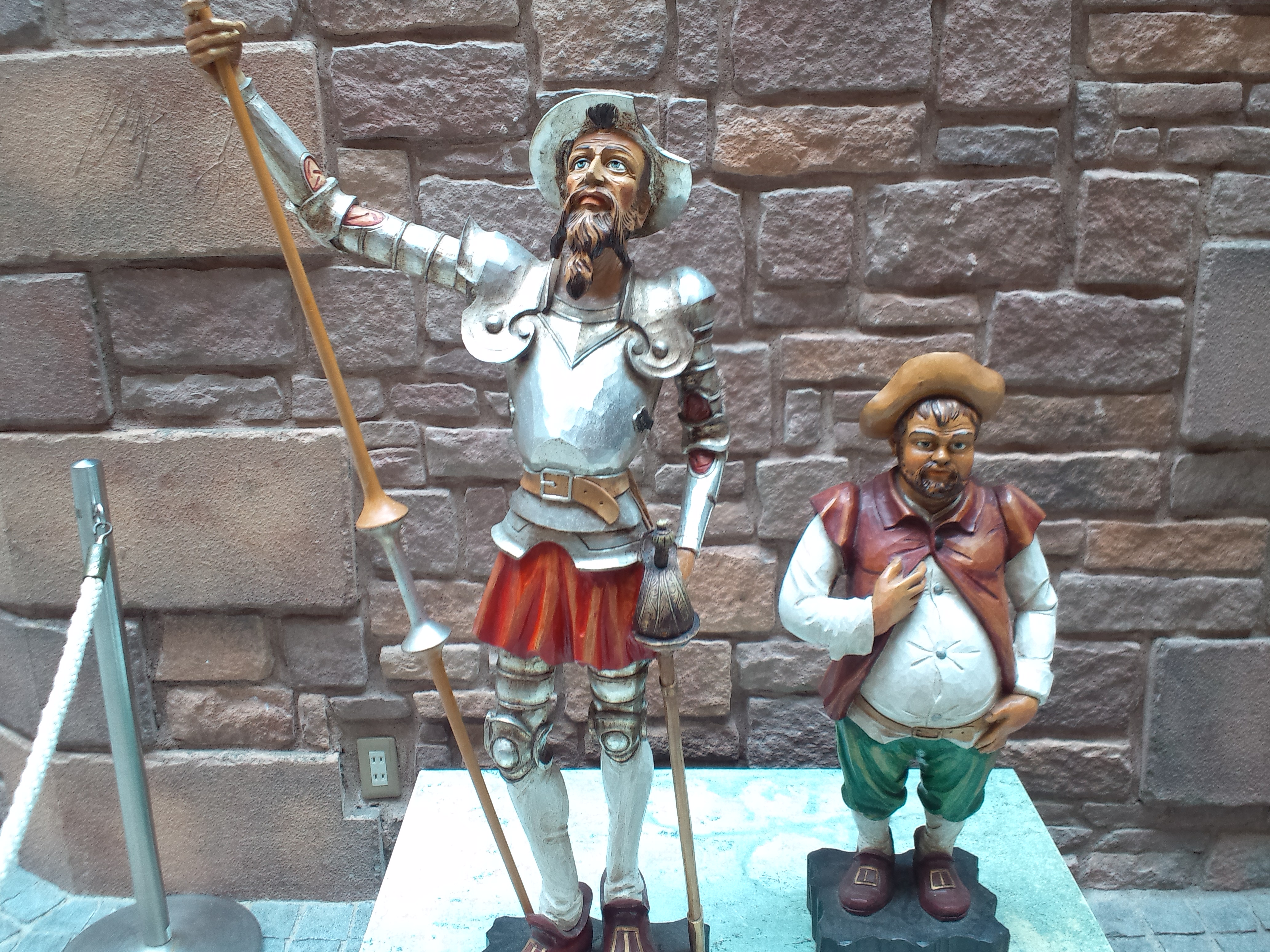
Esculturas de Don Quijote y Sancho Panza.
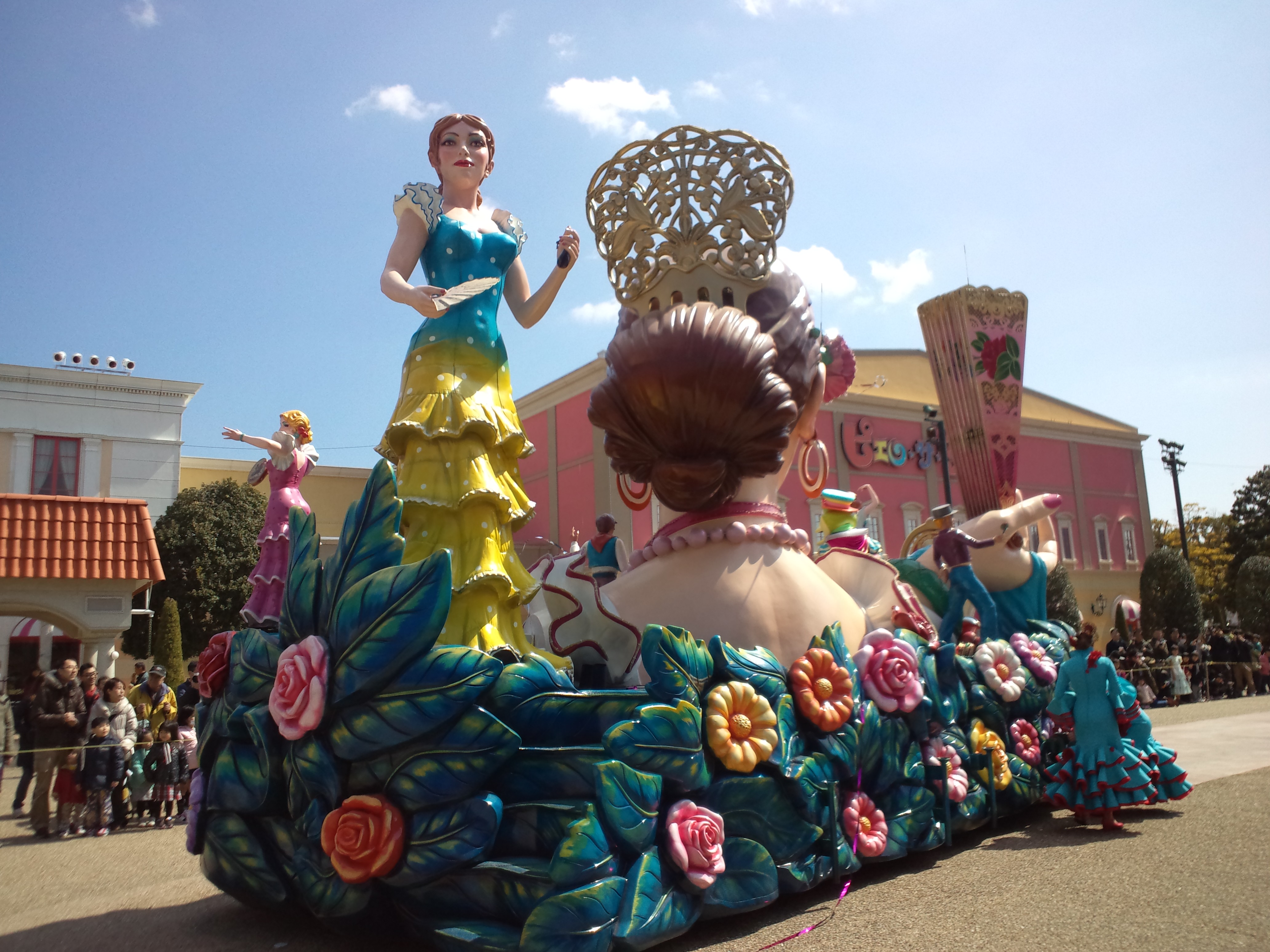
Procesión de las Fallas de Valencia.
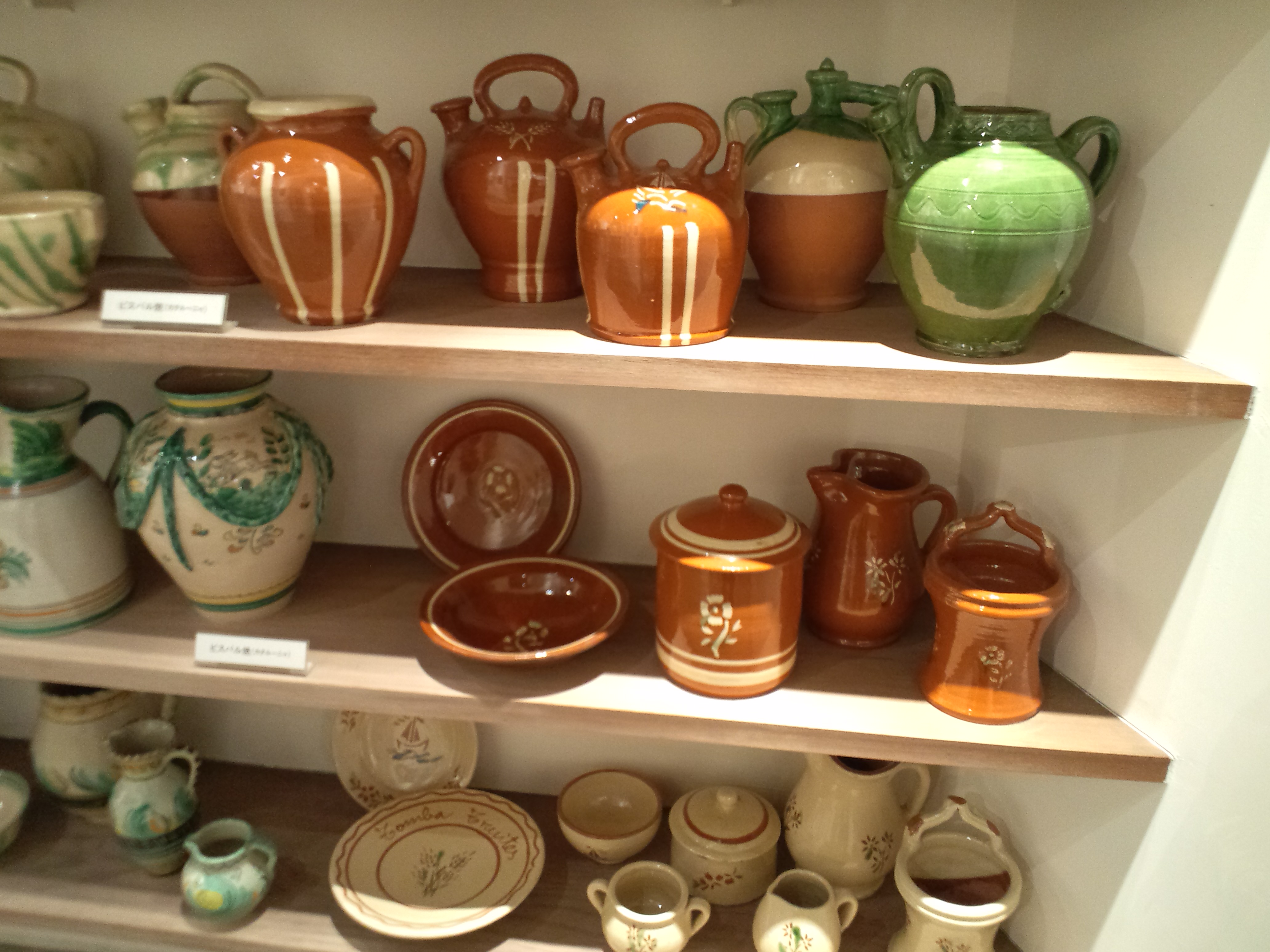
Cerámica tradicional de La Bisbal del Ampurdán en la provincia de Gerona.
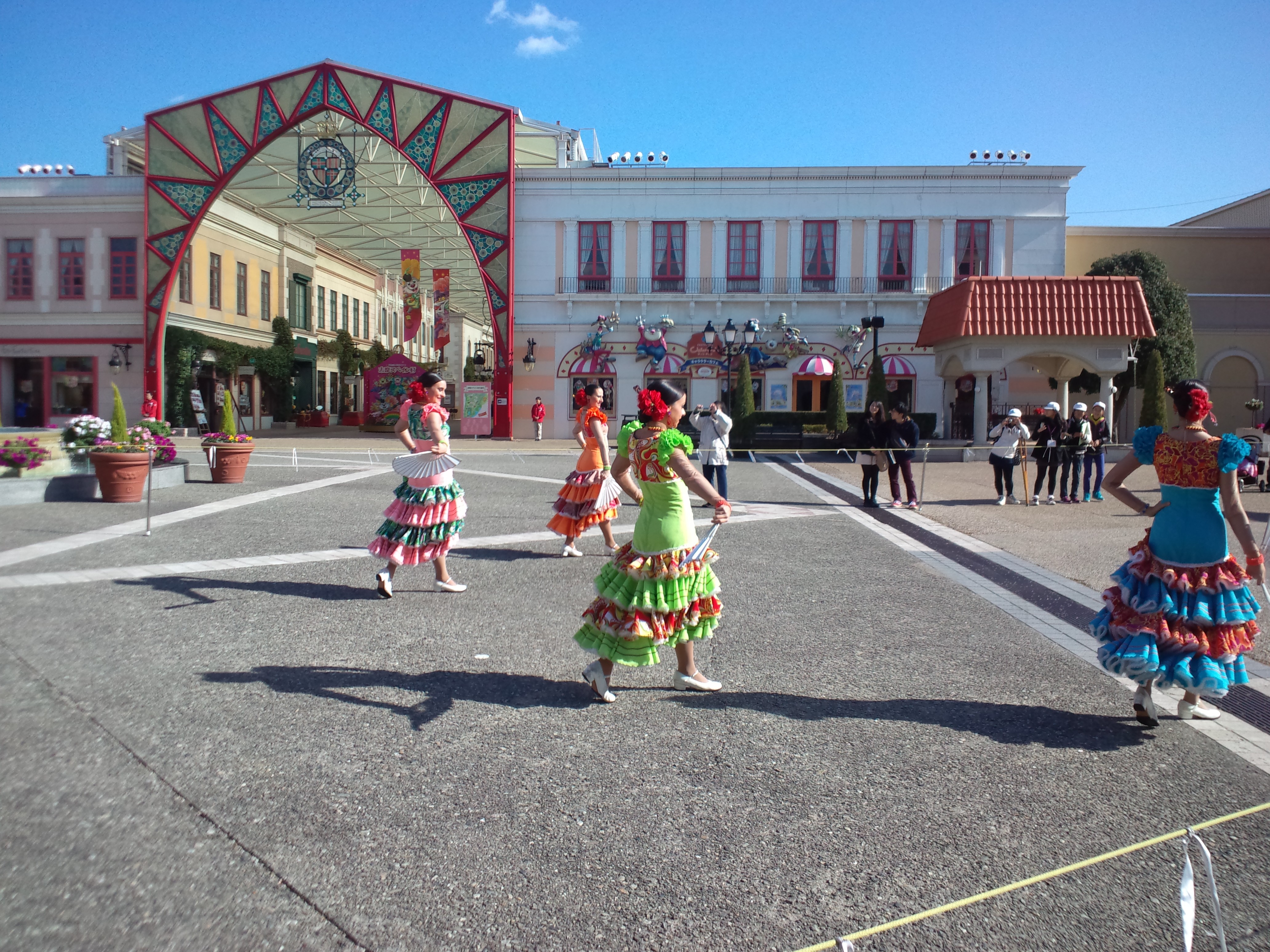
La Avenida de España, inspirada en el Mercado de Colón en Valencia.
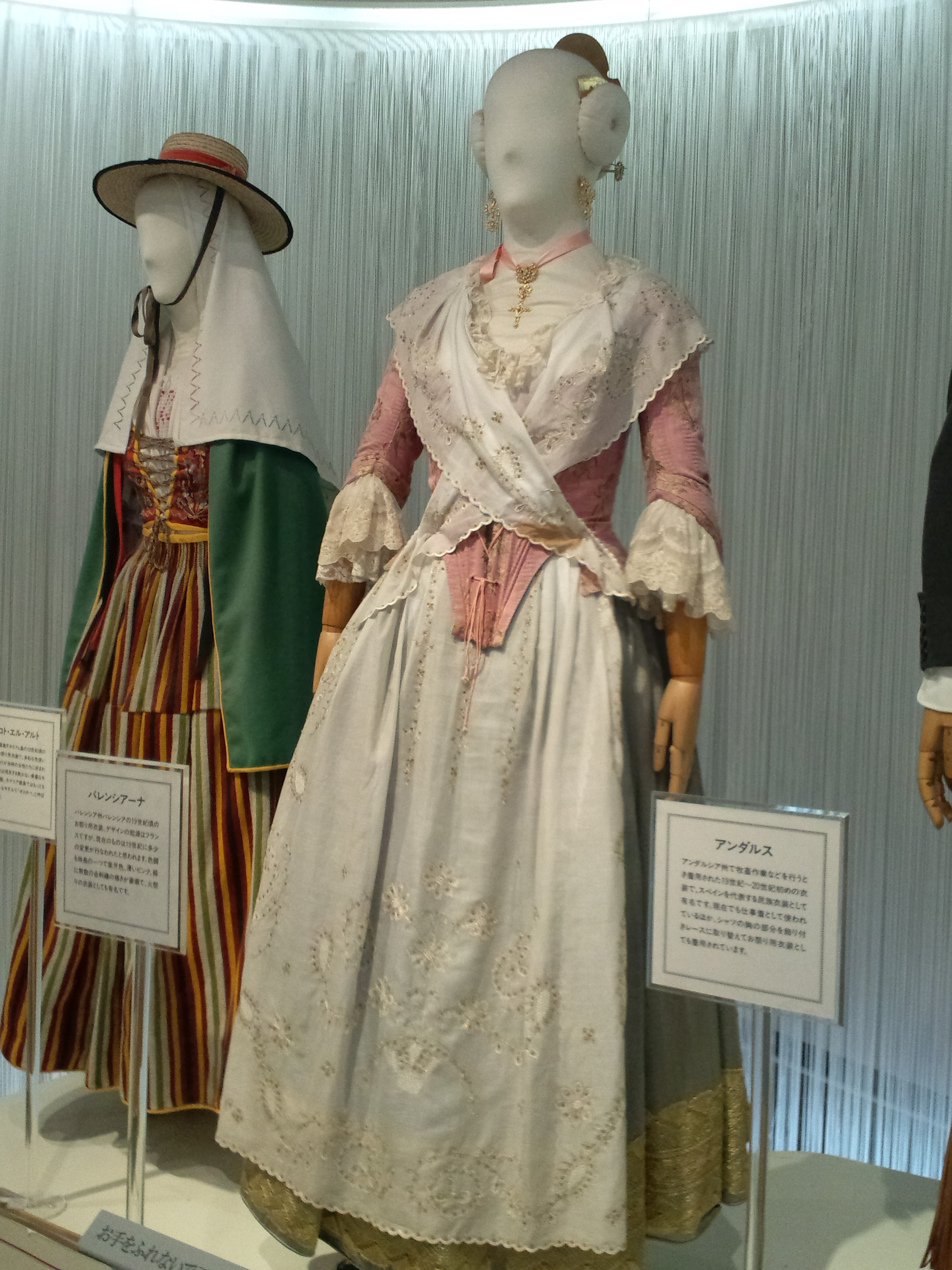
Traje de fallera, tradicional de Valencia.
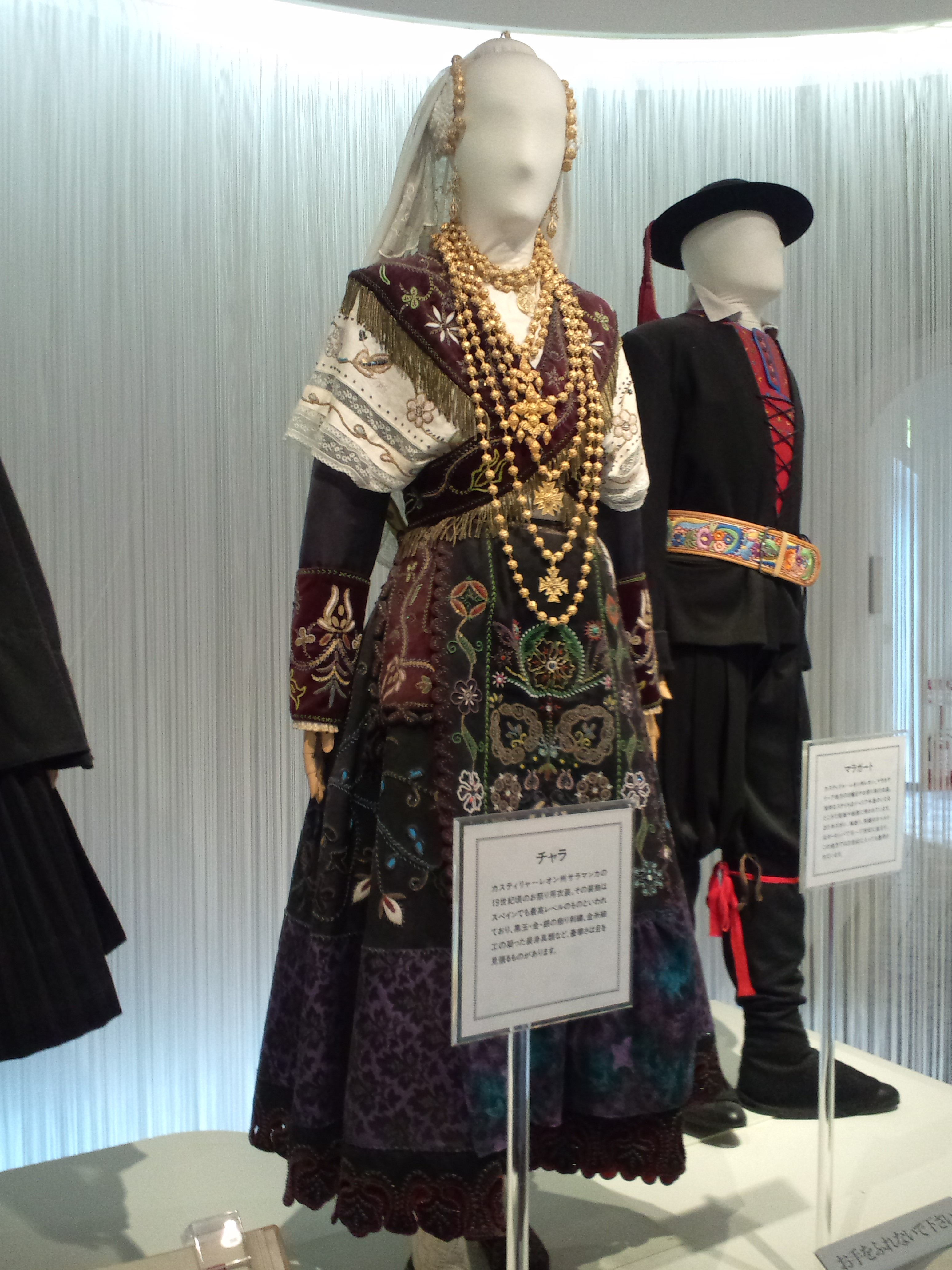
Traje charro, tradicional de Salamanca.
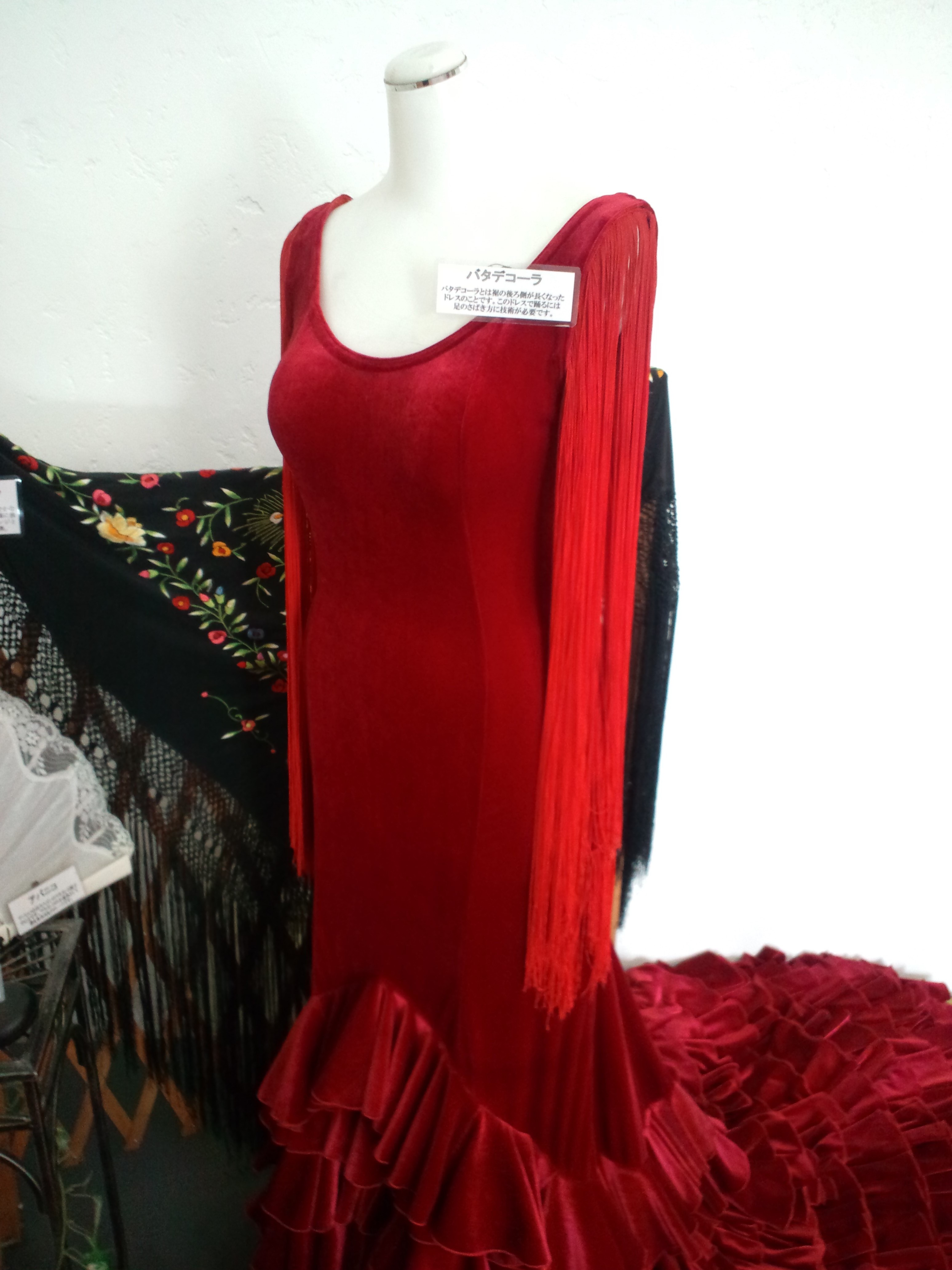
Traje de flamenca.